# 肽核酸

肽核酸結構。

肽核酸（peptide nucleic acid，PNA）是一種人工合成，以多肽骨架取代核糖磷酸主链的 DNA 或 RNA 类似物；地球上已知的生物並未發現任何體內擁有PNA的個體。肽核酸具有结构稳定、不被核酸酶和蛋白酶降解、能以碱基互补方式与核酸单链结合、细胞毒性低等特点，因此可用來作為分子生物學研究或是醫學治療；例如：可作为基因探针，并能以反义序列的形式用于基因功能、基因表达调控等研究。
PNA的骨架是由重複排列的N-2-(氨乙基)-甘氨酸（N-(2-aminoethyl)-glycine）單位，經由肽鍵所組合而成，且鹼基與骨架之間是以亞甲羰鍵相連。與多肽鏈相似的是PNA也有N端（氮端）與C端（碳端）的差別。
由於PNA沒有如DNA或RNA上的磷酸基團，因此PNA與DNA之間缺乏電性相斥的現象，使兩者之間的結合強度大於DNA與DNA。肽核酸基团构象不同于普通核酸，不易被蛋白酶或者核酸酶水解，且碱基配对特异性极强，热稳定性高。有一些理論認為早期地球上的生命型態是以PNA為遺傳物質，但目前沒有證據。

## 外部連結
- An overview of the PNA molecule （页面存档备份，存于）
- Recognition of chromosomal DNA by PNAs
- Alternative Nucleic Acid Analogues for Programmable Assembly: Hybridization of LNA to PNA （页面存档备份，存于）
- The peptide nucleic acids (PNAs): a new generation of probes for genetic and cytogenetic analyses
- A New Game of Life （页面存档备份，存于）